# Adolf Hitler Uunona
Adolf Hitler Uunona (c. 1966) és un polític namibi. El 2020 fou escollit administrador del districte d'Ompujdja amb 1.196 vots i el 85% dels vots emesos. És membre del partit SWAPO.
La popularitat d'Adolf Hitler Uunona li prové de compartir nom amb el líder del Tercer Reich, Adolf Hitler. Com que Namíbia fou una antiga colònia d'Alemanya, és habitual que en el país hi hagi persones amb nom d'origen germànic. De fet, Uunona va créixer sense ser conscient que compartia nom amb el responsable de l'Holocaust. En arribar a l'adolescència, sí que fou conscient del personatge històric d'Adolf Hitler. Uunona, però, sempre s'ha mostrat contrari a les idees nacionalsocialistes i de fet el seu partit, el SWAPO, presenta arrels marxistes i en l'actualitat es defineix com a social-demòcrata.
De totes maneres, Uuonona, no ha volgut realitzar el canvi de nom per les traves burocràtiques del país africà. Es veritat, però, que es fa conèixer com a Adolf Uunona i que a les paperetes electorals el nom que sortia era Adolf H. Uunona.